# 李基
李 基（り き、531年 - 561年）は、西魏から北周にかけての官僚・軍人。字は仲和。本貫は隴西郡成紀県。

## 経歴
李遠の子として生まれた。幼くして容姿とふるまいが美しく、談論を良くし、書籍を渉猟し、騎射を最も得意とした。宇文泰の娘の義帰公主を妻に迎えた。544年（大統10年）、員外散騎常侍を初任とした。父の勲功により、建安県公に封じられた。撫軍将軍・銀青光禄大夫・通直散騎常侍の位を受け、大丞相親信を兼ねた。まもなく大都督に転じ、爵位を清河郡公に進めた。
この頃、宇文泰は西魏の朝廷において廃帝との対立を深めていたが、宇文泰の諸子はまだ幼く、親族の章武公宇文導や中山公宇文護らは地方に出向していたため、心許せる身内は娘婿たちしかいなかった。李基は義城公李暉や常山公于翼らとともに武衛将軍となり、禁軍を分掌して、宇文泰のために廃帝を抑圧した。
554年（恭帝元年）、使持節・車騎大将軍・儀同三司となり、散騎常侍の位を加えられ、爵位を敦煌郡公に進めた。ほどなく侍中・驃騎大将軍・開府儀同三司の位を加えられ、陽平国世子となった。556年（恭帝3年）、六官が建てられると、御正中大夫に任じられた。
557年（孝閔帝元年）、北周が建国されると、淅州刺史として出向した。まもなく兄の李植が宇文護殺害の計画に失敗して収監されると、李基も連座して死罪となるところ、叔父の李穆の請願により免れた。560年（武成2年）、江州刺史に任じられた。561年（保定元年）、在官のまま死去した。享年は31。578年（宣政元年）、使持節・上開府儀同三司・大将軍・曹徐譙三州刺史の位を追贈され、敦煌郡公に追封された。諡は孝といった。

## 子女
子の李威が後を嗣いだ。李威は字を安民といい、右侍上士を初任とした。累進して開府儀同三司に上り、祖父の李遠の爵位である陽平郡公を嗣いだ。武帝による北斉平定戦に従軍し、功績により上開府・軍司馬となった。宣帝が即位すると、大将軍に任じられ、熊州刺史として出向した。580年（大象2年）、柱国に進んだ。581年（開皇元年）、隋が建国されると、上柱国となり、黎国公に封じられた。

## 伝記資料
- 『周書』巻25 列伝第17
- 『北史』巻59 列伝第47